# Calliandra myriophylla
Calliandra myriophylla är en ärtväxtart som beskrevs av George Bentham. Calliandra myriophylla ingår i släktet Calliandra och familjen ärtväxter. Inga underarter finns listade i Catalogue of Life.